# Live white horses
Live white horses is een livealbum van Heather Findlay.

## Inleiding
Findlay gaf in 2019 een studioalbum uit onder de titel Wild white horses. Dat album kon ze nog net promoten middels een tournee voordat de coronapandemie reizen en optreden aan banden legde. De lijst met optredens reikte tot Nashville (Tennessee) (18 juli 2019), maar ook tot Apeldoorn (stad) (bluescafé, 29 augustus 2019). Findlay, ooit langdurig lid van Mostly Autumn, verwijderde gedurende haar sololoopbaan steeds verder van het geluid van die band en laat op het album allerlei stijlen horen; van folkrock tot blues. Ook country-invloeden zijn hoorbaar. Ze zong tijdens de concerten covers van Fleetwood Mac (Gold dust woman van Rumours) en Led Zeppelin/Memphis Minnie (When the Levee Breaks van Led Zeppelin IV).  
Luke Morely, de gitarist van Thunder die haar op Wild white horse begeleidde speelde niet mee.

## Musici
- Heather Findlay – zang, akoestische gitaar, whistles en percussie
- Martin Ledger – gitaar, harmoniezang
- Simon Snaize – gitaar, zang
- Emily Lynn- toetsinstrumenten, harmoniezang
- Adriana Thomas – harmoniezang, percussie
- Stuart Fletcher – basgitaar
- Dave McCluskey – drumstel, percussie
- Georgia Rankin, Katy Burgess – harmoniezang
- Hughes Taylor – ritmegitaar op Wild white horses

## Muziek
| Nr. | Titel                                 | Duur |
| --- | ------------------------------------- | ---- |
| 1.  | Southern shores (Findlay)             | 4:09 |
| 2.  | Here’s to you (Findlay, Morely)       | 3:35 |
| 3.  | Just a woman (Findlay, Morely)        | 4:11 |
| 4.  | The island (Findlay)                  | 4:02 |
| 5.  | Face the sun (Findlay, Morely)        | 5:39 |
| 6.  | Gold dust woman/When the levee breaks | 5:55 |
| 7.  | I remember (Findlay)                  | 4:23 |
| 8.  | Caught in a fold (Findlay)            | 4:04 |
| 9.  | Winner (Findlay, Morely)              | 4:44 |
| 10. | Already free (Findlay)                | 5:18 |
| 11. | Black rain (Findlay)                  | 3:56 |
| 12. | Lake sunday (Findlay)                 | 4:08 |
| 13. | Cactus (Findlay)                      | 3:17 |
| 14. | Unoriginal sin (Findlay)              | 6:23 |
| 15. | Wild white horse (Findlay, Morely)    | 5:11 |
| 16. | Firefly (Findlay, Morely)             | 4:48 |
| 17. | Forget the rain (Findlay, Morely)     | 4:37 |

Disc 2 bevat allerlei opnamen van fans of radiostations.